# Chiesa della Santissima Trinità (Suno)
La chiesa della Santissima Trinità è la parrocchiale di Suno, in provincia e diocesi di Novara; fa parte dell'unità pastorale di Suno-Momo.

## Storia
La prima citazione della pieve di Suno, dedicata a san Genesio, risale al 1013; successivamente, risultava che il paese fosse suddiviso in due parrocchie, ovvero quella della pieve e quella di Santa Maria ad Elisabetta.
Annesso alla chiesa di San Genesio era il battistero di San Giovanni, mentre faceva parte del complesso di Santa Maria pure l'oratorio del Santissimo Sacramento.
Il 17 giugno 1758 il vescovo Marco Aurelio Balbis Bertone, durante la sua visita pastorale, soppresse le due parrocchie unificandole in una intitolata alla Trinità; la nuova chiesa parrocchiale, parimenti dedicata, venne costruita tra il 1768 e il 1776 e consacrata il 1º maggio del medesimo anno.

## Descrizione

### Facciata
La facciata a salienti della chiesa, rivolta a nordovest e anticipata dal pronao abbellito da paraste e caratterizzato da due grandi colonne, presenta nell'ordine inferiore i tre portali d'ingresso e in quello superiore, coronato dal timpano triangolare, una grande finestra semicircolare; il prospetto è inoltre abbellito dalle statue raffiguranti i santi Gaudenzio di Novara, Lorenzo Martire, Genesio da Arles e Genesio il Mimo.
Annesso alla parrocchiale è il campanile a base quadrata, suddiviso in più registri; la cella presenta su ogni lato una monofora affiancata da lesene ed è coronata dalla piccola cupoletta poggiante sul tamburo.